# Ledinek
Ledinek – wieś w Słowenii, w gminie Sveta Ana. W 2018 roku liczyła 242 mieszkańców.